# Chiesa di Sant'Egidio (Pegolotte)
La chiesa di Sant'Egidio è la parrocchia di Pegolotte, frazione di Cona, facente parte della diocesi di Padova nel vicariato del Piovese.
Fino al 1913 fu un oratorio.

## Decorazione interna
Negli anni cinquanta del '900, il parroco don Mario Zanin invitò l'artista Adolfo Rollo a decorare la chiesa parrocchiale, e Rollo, rendendosi conto della struttura della chiesa e dei desideri del parroco, eseguì molte opere, tra cui il grande crocifisso, decorato da quattro immagini e l'altare, anch'esso molto decorato.